# Rocca la Marchisa
Rocca la Marchisa (3.072 m s.l.m.) è una montagna delle Alpi Cozie (sottosezione Alpi del Monviso). Si trova sullo spartiacque tra la valle Varaita e la Val Maira.

## Caratteristiche

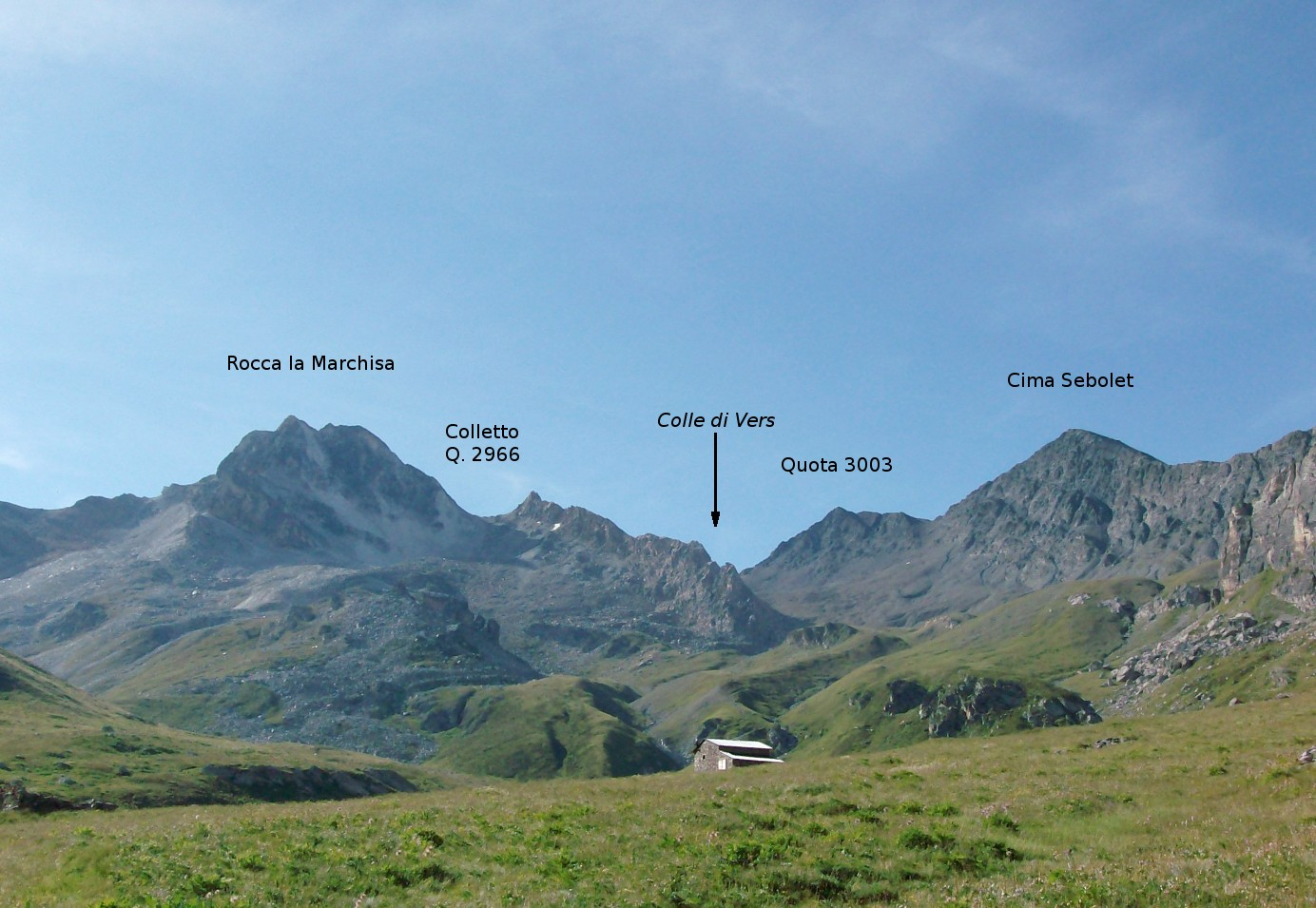
La testata della valle di Traversagn, con Rocca la Marchisa e la cima Sebolet

La montagna si trova sullo spartiacque principale tra la Valle Varaita e la Valle Maira; la vetta si trova nel punto di unione dei territori comunali di Bellino, Acceglio e Prazzo.
Dalla cima si dipartono tre creste principali. La cresta sud-ovest scende ad una prima depressione, dalla quale risale per poi scendere al colle di Vers, che mette in comunicazione la valle Varaita di Bellino con la valle Maira, per poi risalire verso quota 3003, dove piega a nord-ovest in direzione della cima Sebolet, del monte Faraut e del buc Faraut. Una seconda cresta, più secondaria, si distacca verso la valle Varaita, in direzione nord-nord-ovest. La terza cresta, impostata come la prima sullo spartiacque principale, si dirige verso est, per poi biforcarsi: la diramazione principale prosegue sullo spartiacque in direzione nord-est, verso il colle della Marchisa ed il colle delle Sagneres, mentre una seconda diramazione scende verso sud-est, in direzione del passo Chersogno e del Monte Chersogno.
La vetta è bifida, composta da una cima meridionale di quota 3071 m, ed una settentrionale di 3072 m. Dal punto di vista geologico, la vetta è costituita da scisti quarzosi e sericitici, mentre sui fianchi si trovano affioramenti di quarziti conglomeratiche (verrucano alpino). Entrambe le formazioni risalgono al Permo-Carbonifero.

## Ascensione alla vetta

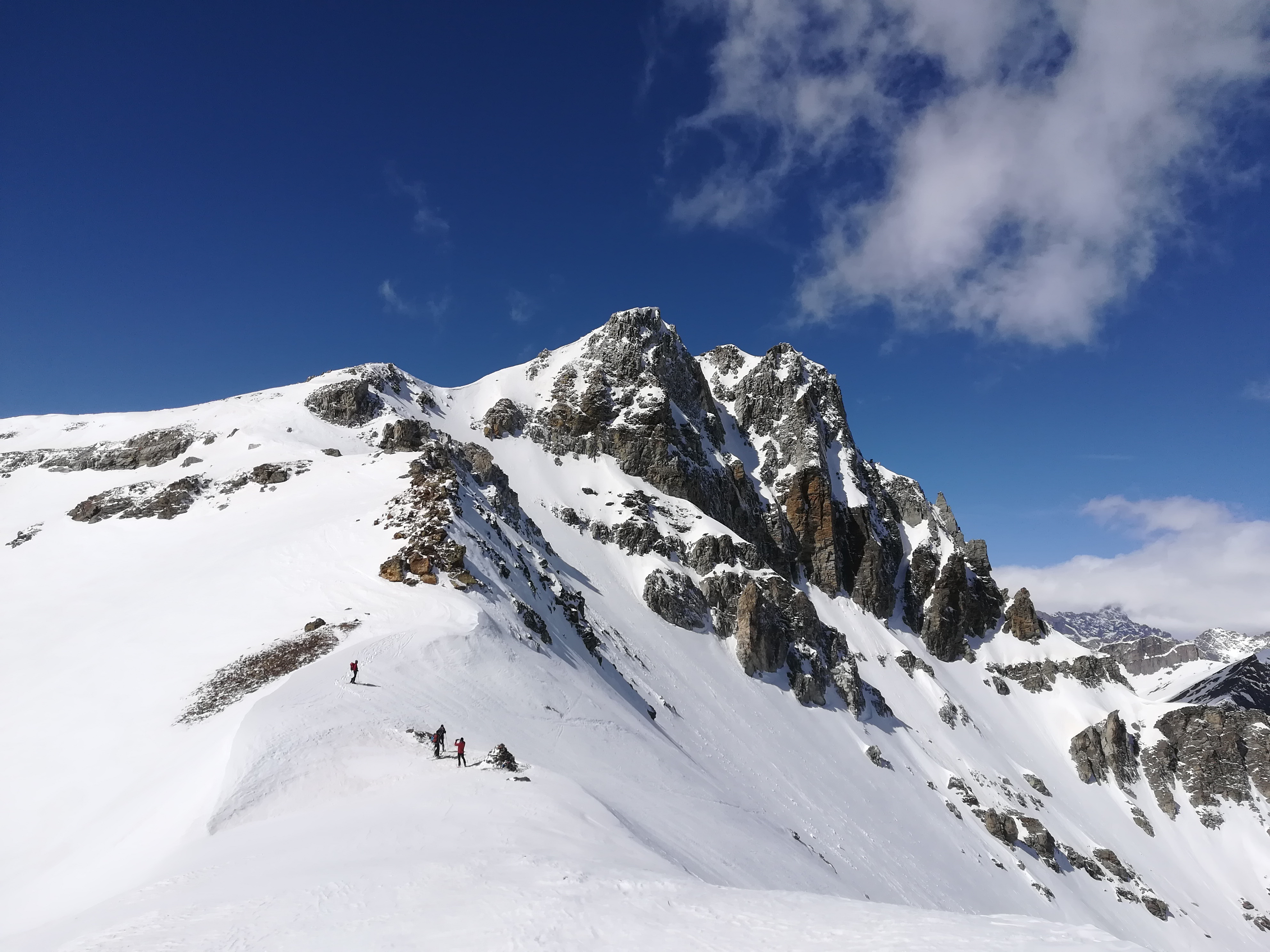
La vetta della montagna vista dal colle Marchisa.

La via normale si sviluppa sul versante meridionale, a partire dal colle di Vers, da cui si risale per detriti e facili balze rocciose fino alla vetta meridionale, da cui si raggiunge la più alta sommità settentrionale. Il percorso, di tipo escursionistico, ha una difficoltà valutata in EE.
Il colle di Vers è raggiungibile dalla valle Varaita, partendo dalla frazione di Sant'Anna di Bellino, oppure dalla valle Maira, seguendo il sentiero T9 che parte da Acceglio.
È possibile accedere anche dalla cresta Est, risalendo dal colle della Marchisa alla vetta per cresta. Il colle della Marchisa è raggiungibile direttamente dal ripiano sottostante, ove si trovano il lago Camosciere ed il bivacco Bonfante, oppure raggiungendo dalla valle Varaita il colle delle Sagneres.
Partendo dalla valle Varaita, si può utilizzare come punto d'appoggio il rifugio Melezè, a Sant'Anna di Bellino.

### Accesso invernale
È possibile accedere in inverno con itinerari sci-alpinistici, che partono da Sant'Anna di Bellino e risalgono la valle di Traversagn. Alcuni degli itinerari invernali non passano dal colle di Vers, ma puntano direttamente all'insellatura tra questo e la vetta, oppure al colle che si trova ad est della vetta.